# Leucanthemum merinoi
Leucanthemum merinoi é uma espécie de planta com flor pertencente à família Asteraceae. 
A autoridade científica da espécie é Vogt & Castrov., tendo sido publicada em Anales del Jardín Botánico de Madrid 45 (2): 567. 1998.

## Portugal
Trata-se de uma espécie presente no território português, nomeadamente em Portugal Continental.
Em termos de naturalidade é endémica da Península Ibérica.

## Protecção
Não se encontra protegida por legislação portuguesa ou da Comunidade Europeia.